# 저징 에이미
《저징 에이미》(영어: Judging Amy)는 1999년부터 2005년까지 방영된 드라마이다.